# بنو إسرائيل (شمال الهند)
بنو إسرائيل جماعة مسلمة هندية من أصل يهودي. يعني اسمهم "أبناء إسرائيل"، ويدّعون أنهم ينحدرون من الجالية اليهودية في المدينة المنورة. ينتمون إلى طبقة مشايخ شمال الهند، وعادةً ما يحملون لقب إسرائيلي. لا ينبغي الخلط بينهم وبين بني إسرائيل، وهم جماعة يهودية في غرب الهند.

## الأصل
الظروف الدقيقة لاستقرارهم في الهند غير واضحة، لكن تقاليدهم توضح أنهم كانوا يهودًا وقت استقرارهم. وهم مجتمع حضري إلى حد كبير، يشغلون أحياء مميزة في عدد من البلدات والمدن في غرب أوتار براديش، مثل بني إسرائيل في عليكرة. شغل عدد لا بأس به منهم مناصب إدارية مهمة في كل من سلطنة دلهي وخليفتها، سلطنة مغول الهند. كان هذا هو الحال بشكل خاص بالنسبة لبني إسرائيل في عليكرة، حيث كان المجتمع هو الكوتوال الوراثي، وهو منصب يستلزم أن يكون رئيسًا للشرطة وقائدًا للحامية.

## طالع أيضًا
- شيخ أوتار براديش[الإنجليزية]
- الدونمة
- شالا اليهود[الإنجليزية]
- كونفيرسو
- مارانوس
- نيوفيتي[الإنجليزية]
- عائلة المخامرة
- القبائل اليهودية في شبه الجزيرة العربية[الإنجليزية]
- الجماعات التي تدعي الانتماء إلى بني إسرائيل[الإنجليزية]

## روابط خارجية
- مجلة الدين: المسلمون الهنود المرتبطون بإسرائيل – صحيفة وول ستريت جورنال